# エストニアサッカー協会
エストニアサッカー協会（エストニアサッカーきょうかい、エストニア語: Eesti Jalgpalli Liit, 英語: Estonian Football Association）は、エストニアにおけるサッカーを統括する競技運営団体。略称はEJL。国際サッカー連盟（FIFA）と欧州サッカー連盟（UEFA）に加盟している。